# 垣花城
垣花城（かきのはなぐすく・かきのはなじょう）は、沖縄県島尻郡南城市玉城垣花にあったグスク（御城）である。